# WinFS
WinFS (англ. Windows Future Storage) — нереализованная платформа управления данными и метаданными от корпорации Microsoft, тесно взаимодействующая с файловой системой NTFS.
Предполагалось, что WinFS будет одним из основных нововведений для Windows Vista в те времена, когда кодовое название системы было Longhorn и она должна была заменить NTFS. Однако в июне 2006 года было заявлено о прекращении разработок WinFS как файловой системы для операционных систем, а в ноябре 2006 года Microsoft заявила, что файловая система ещё разрабатывается и появится позже — либо в Windows 7, либо как отдельный продукт. Наработки, появившиеся в ходе реализации проекта, могут быть использованы в новых версиях MS SQL server и ADO.NET.

## Описание
Сутью WinFS является так называемая модель структурированных данных. Под этим скрывается механизм, который постоянно обрабатывает (администрирует и структурирует) цифровые элементы или сущности (в дословном переводе «предметы» — items), как упоминает Microsoft в данном контексте. Выбор этого слова неплох, поскольку предметы используют описательные элементы, выходящие за понятие файла. Следует понимать, что эти описательные элементы не присутствуют в файле, а полностью принадлежат и управляются WinFS. Так что физическая структура файлов на уровне NTFS не претерпевает каких-либо изменений. При данной схеме в качестве сущностей можно регистрировать не только файлы, но и, скажем, контакты, любимые ссылки в Интернете, письма, даты, бренды, производителей и т. д., то есть любые атрибуты, установленные по умолчанию либо назначенные пользователем.
С точки зрения пользователей, сущности снимают необходимость в использовании физического места расположения файлов[прояснить]. Вместо этого Windows организует данные, в зависимости от их содержания, в виртуальные папки. При поиске данных пользовательский критерий типа «Все фотографии из отпусков за последние два года» (атрибуты «тип файла», «откуда» и «за какой период времени») теперь заменяют информацию о формате файла, авторе и расположении.
Microsoft реализовала меняющуюся модель сущностей в WinFS. Разработчики могут сами определять их с помощью метаданных XML и указывать связи между ними. При этом существует возможность, скажем, вывода всех документов данного автора вместе с информацией о его адресе и связанных с ним фотографиях.
Также можно менять дизайн опций просмотра в Проводнике и команд, привязанных к определённым типам файлов. Разработчики могут оговаривать, к примеру, какие опции в контекстном меню будут появляться для определённых сущностей, и какие будут использовать значки. Поэтому файловый проводник в Seven может осуществлять полностью новый ассортимент задач. Например, во время поиска разработчик может дополнительно указать выполнение команд, привязанных к сущностям. Так, если пользователь осуществляет поиск по архиву электронной почты, то проводник может вызвать Microsoft Outlook для подготовки и отсылки стандартного ответа — по щелчку мыши.
Вполне вероятно, можно ожидать связи между системой управления правами Microsoft и «безопасной компьютерной платформой следующего поколения» — Next Generation Secure Computer Base (NGSCB), которая уже присутствует в зачаточной форме в альфа-версии Seven. Возможно, в некоторый момент система будет способна классифицировать файлы по определённым критериям безопасности.
Ближайшей аналогией сущностей являются теги, собственно, для пользователя они и будут такими метками — универсальными, частично привязанными к конкретным файлам (например, файлы с фотографиями и музыкой могут иметь как общие теги, так и специфичные для каждого типа файлов). В этом смысле непосредственно файловая система представляет собой хранилище файлов, оптимизированное для хранения данных (но не информации о них), а метафайлы — индексы базы данных, которые будут обеспечивать доступ к файлам.